# 시몽 킴방구

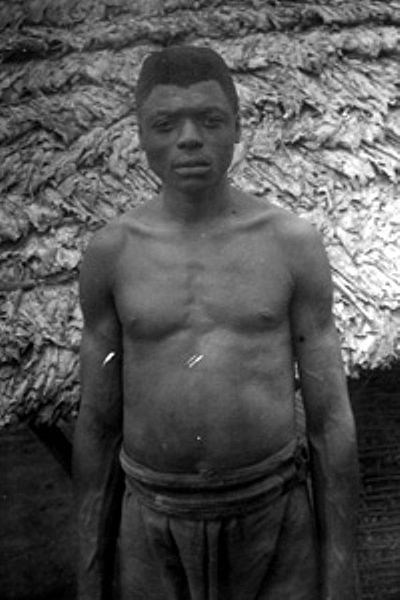

시몽 킴방구(프랑스어: Simon Kimbangu), 1887년 9월 24일 ~ 1951년 10월 10일)는 콩고민주공화국의 개신교 지도자로서, 킴방구주의의 창시자이다.

## 생애
시몽 킴방구는 토착 종교의 지도자의 아들이었으며, 1915년 개신교 교회에서 세례를 받았다. 1921년 그의 독자적인 교리를 펼치기 전에 전도사로 일했던 그는 자신이 하느님께서 예언자로 부르셨다는 확신을 갖게 되었다고 한다. 킴방구는 아픈 이들을 치유하고, 죽은 어린이를 소생시키며, 가는 곳마다 자신이 하느님의 말씀으로 믿는 교리를 전했는데, 그의 추종자가 늘어나자, 벨기에 식민당국은 그를 감시하게 되었다. 1921년 9월에 그는 벨기에 총독부에 의해 혹세무민의 혐의로 체포되었다. 유죄평결을 받은 그는 사형을 선고받았으나, 개신교 선교사들의 항의로 종신형으로 감형되었다. 1951년 감옥에서 옥사할 때까지 30년에 걸친 수감생활동안 킴방구는 여전히 종교 지도자임을 자임했고, 그의 신자들에게는 부정되고 있으나, 콩고 민족주의의 상징이기도 하였다. 현재 사이먼 킴방구 교회의 신자들은 킴방구의 명예를 회복하기 위한 운동을 벌이고 있으나, 지금까지 벨기에 정부에서는 킴방구를 탄압한 행동에 대해 일체 사과하지 않고 있다.
킴방구의 추종자들은 그를 신약성서 요한복음서 14장에 언급된 하느님의 예언자(預言者)로 여기고 있다.

## 같이 보기
- 만돔베 문자